# Enying
Enying [eňing] je město v Maďarsku na jihozápadě župy Fejér, těsně u hranic s župou Somogy, nacházející se blízko břehu Balatonu. Nachází se asi 28 km jihozápadně od Székesfehérváru a je správním městem stejnojmenného okresu. V roce 2018 zde žilo 6 655 obyvatel. Podle údajů z roku 2011 zde bylo 88,7 % obyvatel maďarské, 2,4 % romské a 1,3 % německé národnosti.
Nejbližšími městy jsou Polgárdi a Siófok. Poblíže jsou též obce Balatonakarattya, Balatonvilágos, Dég, Lajoskomárom, Lepsény a Mátyásdomb.